# Lindsay et Sidney Greenbush
 (février 2024).
Lindsay et Sidney Greenbush sont des actrices jumelles américaines, nées le 25 mai 1970 à Hollywood (Californie). Elles ont joué le rôle de la petite Carrie Ingalls tout au long de la série américaine culte La Petite Maison dans la prairie.

## Biographie
Lindsay et Sidney sont de vraies jumelles. Leurs véritables noms sont respectivement Rachel et Robyn Bush (Lindsay et Sidney n'étant que leurs seconds prénoms). Il est possible de les distinguer en prêtant attention à la forme de leur visage et à d'autres détails. Sidney a le visage plus fin que sa sœur et ses dents avant sont plus écartées. 
Elles ont un frère aîné, Clay Greenbush, né le 4 mars 1968.
À l'époque de la série, elles ont tourné plusieurs spots publicitaires pour des grandes enseignes, telles que Kentucky Fried Chicken. Après la série, chacune a fait une apparition cathodique. En 1983, Lindsay était guest-star dans un épisode de la série Matt Houston. Elle interprétait le rôle-titre dans l'épisode Butterfly. La même année, Sidney tenait un second rôle dans le film Hambone and Hillie. Depuis, on ne les a plus revues à l'écran. 
Lindsay a épousé Frank Dornan et a une fille ; Sidney habite dans un ranch en Californie où elle élève des étalons. Son mari s'est suicidé d'une balle dans la tête le 5 mai 2009, alors qu'il était au téléphone avec elle, car elle souhaitait divorcer. Sidney est également considérée comme une des plus grandes championnes de rodéo de la Côte Ouest.